# James Douglas (2e comte de Douglas)
James Douglas (vers 1358 – vers le 5 août 1388), 2e comte de Douglas et de comte de Mar, est un influent et puissant baron du Royaume d'Écosse.

## Origine
Il est le fils de William Douglas († 1384), et de Margaret de Mar, sœur et héritière de Thomas, comte de Mar. James Douglas est adoubé chevalier par le roi Robert II lors de son couronnement en mars 1371 et le 24 septembre il obtient une dispense pour pouvoir épouser la fille du roi Isabelle. Il succède à son père en 1384 comme 2e comte de Douglas et comme comte de Mar.

## Guerre frontalière

Blason du comte de Douglas et de Mar.

En août 1388 il entre avec les comtes de Moray et de Dunbar et une armée, dans le Northumberland il passe la Tyne pille et brule le pays jusqu'à Durham puis ils reviennent à Newcastle upon Tyne. Là ils se heurtent aux forces de Henry Percy 1er comte de Northumberland. James Douglas est tué lors de la bataille d'Otterburn alors que l'évêque de Durham et son contingent sont mis en fuite et que Henry Percy Hotspur et son frère Ralph, les fils de son adversaire sont capturés et rançonnés par les Écossais. Cette expédition est longuement évoquée par Jean Froissart dans ses chroniques

## Union et postérité
James Douglas avait épousé Isabelle Suart (+1410), fille du roi Robert II d'Écosse, sans postérité.Il laisse toutefois deux fils illégitimes. 
- William de Drumlanrig
- Archibald de Cavers

## Source
- (en) Stephen I. Boardman The Early Stewart Kings: Robert II and Robert III, 1371-1406. Tuckwell Press. Edinburgh 1996 réédition 2007, chez John Donald Short Run Press  (ISBN 9781904607687).